# Casa Llaudes
La Casa Llaudes o Casa Cornellà és un edifici de Besalú (La Garrotxa). Tot i que ha estat modificada posteriorment, la disposició i els seus elements més antics daten del segle xii. Forma part de l'Inventari del Patrimoni Arquitectònic de Catalunya.

## Descripció
La casa Cornellà és un dels exemples d'arquitectura civil romànica més ben conservats del període medieval català. De planta quadrada, la casa Cornellà és un edifici robust organitzat al voltant d'un pati interior. El seu paral·lelisme més immediat és el palau gòtic, tot i que la casa és més “pesada” i, evidentment, no mostra les formes estilitzades del gòtic. La part més destacable del conjunt és el pati central, al qual s'hi accedeix per un profund vestíbul cobert amb volta de canó i sostingudes per arcs torals que s'aguanten amb sòlides columnes. El pati organitza i il·lumina totes les estances de l'habitacle. A la planta baixa hi ha els estables i les dependències del servei, en dues sales cobertes amb voltes de canó, fetes amb pedruscall (pedra sense treballar). S'accedeix al primer pis per una escala exterior, que amb tres galeries d'arcs de mig punt, sobre fusts de columna, és on se situen les estances nobles. Aquí es troben les estances “nobles” on s'hi acomodaven els membres de la família Llaudes, primer, i més tard els Cornellà, que van adquirir la casa a finals del segle xv. A l'última planta s'hi troba el graner. El pati central, concebut amb un llenguatge arquitectònic romànic, és un precedent dels palaus gòtics posteriors.

## Història
La família dels Cornellà –amb Pere Cornellà, senyor de Sales, al capdavant– era una de les més notables de Besalú. La classe benestant de la societat feudal no vivia únicament en castells i grans monestirs; la vida urbana i la burgesia eren incipients, però ja començaven a fer-se lloc en un món eminentment rural. Besalú n'és un bon exemple. “Capital” del comtat homònim, independent després de la mort de Guifré el Pelós a principis del segle x, la vila va viure moments d'esplendor entre els segles x i xiii. Va ser llavors quan s'hi van construir edificis emblemàtics com el monestir de Sant Pere, els banys jueus, l'antic hospital de pelegrins, el pont o la casa Cornellà.
A partir de l'any 1171, quan fou concedida l'autorització per edificar al Prat de Sant Pere, davant del monestir, es pot datar l'origen de la construcció. La casa és més coneguda com a can Llaudes, nom de la família que la va comprar l'any 1476.